# قضية نازينو

خريطة جزيرة نازينو في تومسك

قضية نازينو أو حادثة نازينو كان ترحيل جماعي لـ 6,000 شخص توفي منهم 4,000، في جزيرة نازينو في الاتحاد السوفيتي عام 1933 وهي جزيرة صغيرة معزولة تقع غرب سيبيريا على بعد 800 كم شمال تومسك عند التقاء نهر أوب بنهر نازينا، يطلق عليها اسم "جزيرة الموت" أو "جزيرة آكلي لحوم البشر" لأن حوالي 4,000 مستوطن من أصل 6,000 توفي هناك في صيف عام 1933 في ظروف مأساوية، أراد ستالين إرسال مليوني شخص إلى سيبيريا لخلق "مستوطنات خاصة. وبطبيعة الحال، أرسل ستالين في هذه الظروف أناساً يعتقد أنهم بلا قيمة في المجتمع مثل المجرمين والعاطلين عن العمل والمعارضين. واختير 6,000 من هؤلاء الناس لينتقلوا إلى جزيرة نازينو غرب سيبيريا، عند وصول السفينة إلى الجزيرة، كان قد مات 27 شخصاً بالفعل، ولاقى 300 مصرعهم خلال أول ليلة لوصولهم، كان المطلوب من المجموعة تحويل الجزيرة المتجمدة إلى أراضي زراعية غير أنه لم يكن هناك أية تجهيزات لاستقبالهم. لا توجد أدوات عمل ولا حبوب ولا ملابس ولا منازل أو سقف فوق رؤوسهم تحميهم من الثلوج التي استقبلتهم منذ اليوم الأول لوصولهم، في الظروف الوحشية التي سادت في الجزيرة كان قانون " البقاء للأقوى" هو السائد. المستوطنون كانوا يموتون ليس من البرد والجوع فقط وانما من اجل سرقة ملابسهم أو احذيتهم من قبل المجرمين وقطاع الطرق بل وحتى بسبب الجوع، إذ أنتشر اكل لحوم البشر. بتاريخ 31 نيسان من عام 1933 يكتب أحد الحرس:" حوالي اثنى عشر حادثة لأكل لحوم البشر قد حدثت"، إحدى الضحايا كانت فتاة شابة جرى ربطها على جذع شجرة صفصاف ثم اكلوا ثديها وفخذها وكبدها ورئتيها، الذي يصاب بالجنون ويحاول الهرب من المعسكر يجري رميه بالرصاص على الفور. عند نهاية الصيف بقي، على قيد الحياة، من المجموعة الاصلية حوالي 2000 شخص فقط. بنتيجة ذلك اضطر الحزب الشيوعي السوفيتي إلى الاعتراف بفشل استصلاح جزيرة نازينو، أو التي أصبحت تعرف باسم جزيرة أكلي لحوم البشر. من بقي على قيد الحياة من المجموعة، والذين كانوا من الشباب فقط، جرى نقلهم إلى معسكرات عمل أخرى، في سيبيريا.

## الخطة
في فبرايرمن عام 1933 اقترح غينريخ ياغودا رئيس الشرطة السرية وماتفي بيرمان مسؤول معسكرات الغولاغ، اقترحوا على ستالين خطة لترحيل مليوني شخص إلى سيبيريا وكازاخستان من اجل توطينهم في «مستوطنات خاصة» وكان على المستوطنين الجدد استصلاح الأرض وزراعة مليون هكتار في تلك المستوطنات من اجل تحقيق الاكتفاء الذاتي خلال عامين، كانت هذه الخطة تستند إلى تجربة استصلاح الأراضي وترحيل مليوني فلاح من الكولاك خلال الاعوام 1929-1932 رغم النتائج الكارثية لتلك التجربة والتي ادت إلى صراع عنيف وموت الملايين بسبب المجاعة.

### المبعدون
الخطة كانت تستهدف ابعاد عدة اصناف منهم «الكولاك» وصغار المجرمين والعاطلين عن العمل والذين يقيمون في غرب الاتحاد السوفيتي والذين فروا من المجاعة وكل من يعارض النظام الستاليني، في خريف عام 1933 تم تقليص عدد المبعدين إلى مليون، العديد من المبعدين كانوا من لينيغراد وموسكو تم القبض عليهم لعدم امتلاكهم جواز سفر، طبقاً لحملة اعتقالات شنها النظام عام 1932 كانت تهدف إلى القاء القبض على كل من لا يملك جواز سفر، كان الهدف الحقيقي من هذه الحملة هو التخلص من المعارضين والعناصر غير المرغوبة في المدن الكبرى وترحيلهم إلى المستوطنات الخاصة ومعسكرات العمل بهدف ايجاد عمالة رخيصة لتعويض النقص في اليد العاملة، تم ترحيل اغلب المقبوض عليهم خلال يومين، بين مارس وتموز 1933 ، تم اعتقال 85,937 مقيم في موسكو لعدم امتلاكهم جوازات سفر كما تم اعتقال 4,776 مقيم في لينينغراد وترحيلهم، كانت هذه الاعتقالات ضمن خطة تطهير المدن الكبرى من المعارضين والمشكوك في ولائهم، تم ارسالهم إلى معسكر اعتقال مؤقت في تومسك ومن ثم ارسالهم إلى جزيرة نازينو، من الصعب معرفة عدد المعتقلين من ضمنهم (الموتى) بسبب مصادرة وثائقهم خلال الاعتقال أو اثناء الترحيل حيث كان قطاع الطرق يرهبون المعتقلين ويأخذون وثائقهم ويستخدموها كـ ملفوفات سجائر، كان ثلث المرحلين إلى جزيرة نازينو هم من المجرمين الصغار لكن الاغلبية كانوا ناس ابرياء لا علاقة لهم بالسياسة وبعضهم كان موالي للنظام وهنا نورد امثلة عن ثلاث معتقلين:
- نوفوزيلوف من موسكو يعمل سائق، تم منحة اكرامية ثلاث مرات، متزوج ولدية طفل، بعد العمل كان يستعد الذهاب إلى السينما مع عائلته، عندما كانت زوجته تتجهز خرج لتدخين السجائر حيث تم اعتقاله.[4]

- جوزيفا، امرأة عجوز، تعيش في موروم، زوجها شيوعي قديم يعمل مسؤول محطة قطار موروم، حيث عمل هناك لثلاثة وعشرين عام، ابنها يعمل هناك كـ مهندس ميكانيكي، جوزيفا جاءت إلى موسكو لشراء بذلة لزوجها وبعض الخبز الأبيض، حيث تم اعتقالها.[5]

- مارك بيريفالوف كان عمره 103 سنة وغير قادر على الوقوف. كان مخرفا لايعلم مايدور حوله ولايستطيع النطق. ايفدوكيا كوتيلنيكوفا عمرها 85 سنة ووضعها الصحي سيء، غير قادرة على الوقوف أو الكلام. لم يكونا يعرفان بعضمها البعض ولكنهما تشاركا بالمصير: لقد اعتقلتهم الشرطة بتهمة «عناصر غير مرغوب فيها» ولاتوجد في الوثائق اية تهمة محددة. مانعلمه عنهما انهم من ضمن مجموعة من 6144 «عنصر غير مرغوب فيه» جرى نفيهم، عام 1933، إلى جزيرة نازينو في نهر اوب في غرب سيبيريا.[6]

## نقل المعتقلين

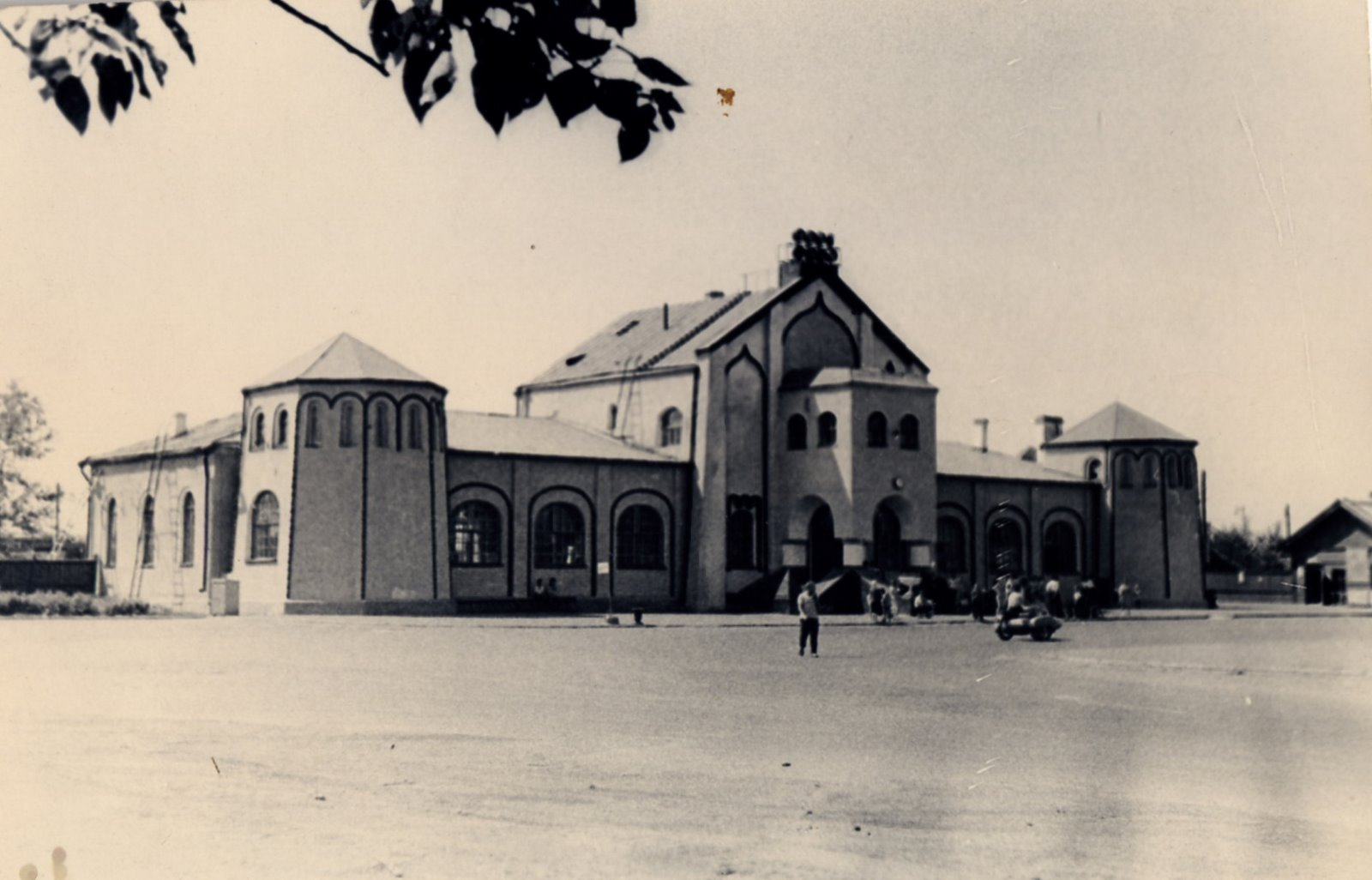
محطة موروم

وفقا لخطة ياغودا وبيرمان سيمر المرحلين بمعسكرات اعتقال تومسك، اومسك، وأتشينسك وكان أكبر معسكر في تومسك، في أبريل وصل 25 الف معتقل إلى معسكر تومسك الذي لم يكن قد اكتمل بناءة بعد، كان على المعتقلين الانتظار لحين ذوبان الجليد في نهر اوب مما يتيح النقل النهري إلى جزيرة نازينو، معظم الوافدين كانوا من الكولاك والمزارعين وسكان مدن جنوب روسيا، وصل المبعدون إلى المعسكر وهم مذعورون يتضورون جوعاً ومرضى، بعض المعتقلين تم نقلهم في قطارات موسكو ولينينغراد، كانت الحصص الغذائية اليومية اثناء الرحلة في القطار 300 غرام من الخبز للشخص الواحد، كان المجرمين يضربون المبعدين ويستولون على غذائهم وملابسهم، اثناء وصولهم إلى تومسك كان الحراس اغلبهم من الريفيين حيث عاملوا المعتقلين بقسوة وبدوافع عنصرية لان المعتقلين اغلبهم من المدن ولا يصلحون للعمل، حوالي نصف المعتقلين تم نقلهم بأربع قوارب خشبية (صنادل بحرية)، خلال رحلة القوارب كانت الحصة اليومية للشخص الواحد هي 200 غرام من الخبز، رغم تخصيص حوالي عشرين طن من الطحين للمعتقلين الا ان تلك الحمولة لا تستطيع القوارب حملها كما لم يكن هناك ادوات للطبخ، في كل قارب كان هناك قائدين و50 حارس، كان الحراس في حالة يرثى لها حيث لم يمتلكوا احذية أو زي رسمي، حوالي ثلث المعتقلين كانوا من المجرمين تم ارسالهم إلى الجزيرة بسبب اكتظاظ السجون اما البقية فكانوا من «العناصر غير المرغوبة» ممن تم ترحيلهم من موسكو ولينينغراد.

## الحياة في جزيرة نازينو
في الرابع من ايار وصل المعتقلون إلى جزيرة نازينو، لم يكن هناك اية تجهيزات لاستقبالهم. لاتوجد ادوات عمل ولاحبوب ولاملابس، كان المعتقلون 322 أمراه و4،556 رجل إضافة إلى 27 معتقل ماتوا من الجوع خلال الرحلة، اثناء وصولهم كان أكثر من ثلث المعتقلين لا يقوون على الوقوف، عندما تم ايداع العشرين طن من الطحين إلى الجزيرة ركض المعتقلون المتضورون جوعا نحو المؤن مما جعل الحراس يفتحون النار عليهم وسقط عشرات القتلى، تم ايداع حصص الطحين إلى كبار الضباط الذي احتفظوا بحصة الاسد وتركوا القليل من الطحين للمعتقلين، لم تكن هناك افران مما جعل المعتقلين يأكلون الطحين المختلط بمياه النهر فأصيب الكثير منهم بالزحار، بعض المعتقلين صنعوا قوارب بدائية للهرب لكنها تحطمت وغرق المئات منهم، البعض الآخر حاولوا الهروب من المستوطنة مما عرضهم لملاحقة الحراس، كان الحراس يلاحقون الهاربين ركضاً بسبب عدم وجود وسائل نقل كانوا يعتبرون الهاربين طرائد حيوانية للصيد، العديد من الهاربين كانوا يموتون من قسوة الحياة البرية، في 21 ايار سجل الاطباء 70 حالة وفاة وخمسة حالات اكل لحوم بشر، في الشهر التالي تم اعتقال 50 شخص بتهمة اكل لحوم البشر، تم ترحيل 2,800 معتقل إلى مستوطنات اصغر، باستثناء 157 معتقل لم يتمكنوا من نقلهم لأسباب صحية حيث ماتوا في جزيرة نازينو، خلال عملية النقل الجديدة مات المئات وبالمجموع مات ما يقارب 1,500-2,000 في جزيرة نازينو من الجوع والامراض إضافة إلى مئات الهاربين الذين تجمدوا حتى الموت في غابات الصنوبر، في رسالة موجهة من فيليتشكو إلى ستالين، حوالي 2,000 شخص فقط نجوا من اصل 6,000 نصف الناجين كانوا مرضى طريحي الفراش وحوالي 200-300 شخص يصلحون للعمل.

## شواهد
في عام 1988، في زمن الغلاسنوست (الشفافية) في الاتحاد السوفياتي، أصبحت تفاصيل حادثة نازينو متاحة للعامة بفضل الجهود التي بذلتها جمعية ميموريال الروسية، في عام 1989، أفاد شاهد عيان من حادثة نازينو إلى جمعية ميموريال:(كانوا يحاولون الهرب، لقد سألونا «اين هو طريق سكة الحديد» نحن لم نرى خط سكك الحديد، وتساءلوا «أين موسكو؟ لينينغراد؟» انهم يسألون الناس الخطاء: اننا لم نسمع عن تلك الاماكن نحن أوستياكس (احد شعوب سيبيريا)، الناس كانوا يركضون وهم يتضورون جوعاً، لقد تم اعطائهم حفنة من الطحين، قاموا بخلطها مع الماء وشربوها فأصيبوا بالإسهال، الناس كانوا يموتون في كل مكان، لقد كانوا يقتلون بعضهم البعض، في الجزيرة كان هناك حارس يدعى كوستيا فينكوف، كان يغازل شابة جميلة ممن ارسلوا إلى هناك، كان يحميها، وفي أحد الايام رحل بعيدا لقضاء حاجة، وقال لاحد رفاقه «اعتني بها» لكن رفيقة لم يستطع عمل شيء امام حشود الناس الجائعة حيث ربطوها على جذع شجرة صفصاف ثم اكلوا ثديها وفخذها وكبدها ورئتيها، واكلوا كل شيء يمكنهم اكلة، لقد كانوا جوعى، عندما عاد كوستيا كانت لاتزال على قيد الحياة، حاول انقاذها لكنها فقدت الكثير من الدم)
المؤرخ الفرنسي نيكولاي ورث الذي شارك في تأليف الكتاب الاسود للشيوعية كان قد نشر كتاب حول حادثة نازينو عام 2006، تم ترجمته إلى الانجليزية عام 2007 ، وفي عام 2009 تم إصدار فيلم وثائقي بعنوان L'île aux Cannibales (جزيرة اكلي لحوم البشر) والذي يستند إلى ما ورد في الكتاب.